# エバン・マクレーン
エバン・アラン・マクレーン（Evan Alan MacLane,1982年11月4日 - ）は、アメリカ合衆国カリフォルニア州チコ出身のプロ野球選手（投手）。

## 経歴

### プロ入りとメッツ傘下時代
2003年のMLBドラフトで25巡目でニューヨーク・メッツから指名を受け25巡目指名をうけ入団した。

### ダイヤモンドバックス傘下時代
2006年途中にアリゾナ・ダイヤモンドバックスへ移った。

### カージナルス時代
2009年途中にセントルイス・カージナルスに移籍。
2010年7月7日、セントルイス・カージナルスからメジャーデビューを果たす。

### オリックス時代
2011年1月11日、オリックス・バファローズが獲得を発表した。外国人枠の関係で、開幕二軍スタートとなったが、二軍で好投を続け、6月11日に一軍昇格。この日の対読売ジャイアンツ戦で、当初先発予定だった西勇輝が風邪による体調不良により急遽登板回避したため、その代役として来日初登板初先発を果たす。2球目に亀井義行に先頭打者本塁打を許し、自身も4日前に二軍で7回を投げた事もあり、3回途中2失点で降板した。その後は再度二軍で調整していたが、8月5日の対千葉ロッテマリーンズ戦で7回途中を無失点で抑え、来日初勝利を挙げた。その後も白星を重ね始めたが、9月10日の対埼玉西武ライオンズ戦で3回途中4失点、9月18日の対ロッテ戦で1死しか奪えず5失点でKOされ、以後は専ら二軍暮らしとなった。結局、7試合で3勝3敗、防御率4.50の成績で終わった。
2012年は開幕戦では開幕投手のアルフレッド・フィガロの後を受けて2番手で救援登板。開幕5戦目の4月4日の対北海道日本ハムファイターズ戦で先発を務めて白星をあげると、次の登板も勝利投手となり2連勝と順調なスタートを切る。しかし、その後はフィガロや途中加入のボビー・スケールズと外国人枠の都合で入れ替えが多いシーズンとなった。被安打や四死球が多めでWHIPも前年に近い1.45となったが、それでも前年を上回る5勝をあげた。だが、途中加入のアレッサンドロ・マエストリが好投して目処が立ったこともあり、9月以降は一軍登板が無く、11月19日に退団する事が球団から発表された。

### 台湾・統一時代
2013年は台湾の野球リーグである中華職業棒球大聯盟(CPBL)の統一セブンイレブン・ライオンズに入団したが、外国人枠の関係で1軍に上がることが出来ず退団。

### メキシカン・リーグ時代
2014年からは、メキシカンリーグのカンペチェ・パイレーツでプレーする。同年限りで、退団。

### 台湾・義大時代
2015年は、CPBLの義大ライノズと契約を結んだ。しかし、不振のため、シーズン中の5月17日にライアン・ローランドスミスと共に解雇された。

### 台湾球界以後
2015年シーズン途中に、古巣カンペチェ・パイレーツに復帰したが同年限りで退団。2018年はドスラレドス・オウルズと契約し、3年振りにメキシカンリーグに復帰となったが、こちらも1年で退団した。以降は2008年から毎年参加していたドミニカ共和国ウインターリーグのエストレージャス・オリエンタレスで2022年までプレーした。

## 詳細情報

### 年度別投手成績
| 年 度     | 球 団      | 登 板 | 先 発 | 完 投 | 完 封 | 無 四 球 | 勝 利 | 敗 戦 | セ 丨 ブ | ホ 丨 ル ド | 勝 率 | 打 者 | 投 球 回 | 被 安 打 | 被 本 塁 打 | 与 四 球 | 敬 遠 | 与 死 球 | 奪 三 振 | 暴 投 | ボ 丨 ク | 失 点 | 自 責 点 | 防 御 率 | W H I P |
| --------- | ---------- | ----- | ----- | ----- | ----- | -------- | ----- | ----- | -------- | ----------- | ----- | ----- | -------- | -------- | ----------- | -------- | ----- | -------- | -------- | ----- | -------- | ----- | -------- | -------- | ------- |
| 2010      | STL        | 2     | 0     | 0     | 0     | 0        | 0     | 1     | 0        | 0           | .000  | 4     | 1.0      | 1        | 1           | 1        | 0     | 0        | 0        | 0     | 0        | 1     | 1        | 9.00     | 2.00    |
| 2011      | オリックス | 7     | 7     | 0     | 0     | 0        | 3     | 3     | 0        | 0           | .500  | 135   | 30.0     | 34       | 2           | 10       | 0     | 2        | 22       | 1     | 0        | 17    | 15       | 4.50     | 1.47    |
| 2012      | オリックス | 18    | 13    | 0     | 0     | 0        | 5     | 4     | 0        | 0           | .556  | 303   | 69.0     | 74       | 4           | 26       | 0     | 4        | 28       | 2     | 0        | 36    | 30       | 3.91     | 1.45    |
| 2015      | 義大       | 9     | 9     | 1     | 0     | 1        | 3     | 2     | 0        | 0           | .600  | 233   | 54.0     | 70       | 8           | 7        | 0     | 1        | 45       | 0     | 1        | 32    | 29       | 4.83     | 1.43    |
| MLB：1年  | MLB：1年   | 2     | 0     | 0     | 0     | 0        | 0     | 1     | 0        | 0           | .000  | 4     | 1.0      | 1        | 1           | 1        | 0     | 0        | 0        | 0     | 0        | 1     | 1        | 9.00     | 2.00    |
| NPB：2年  | NPB：2年   | 25    | 20    | 0     | 0     | 0        | 8     | 7     | 0        | 0           | .533  | 438   | 99.0     | 108      | 6           | 36       | 0     | 6        | 50       | 3     | 0        | 53    | 45       | 4.09     | 1.46    |
| CPBL：1年 | CPBL：1年  | 9     | 9     | 1     | 0     | 1        | 3     | 2     | 0        | 0           | .600  | 233   | 54.0     | 70       | 8           | 7        | 0     | 1        | 45       | 0     | 1        | 32    | 29       | 4.83     | 1.43    |

### 記録
NPB
- 初登板・初先発：2011年6月11日、対読売ジャイアンツ3回戦（京セラドーム大阪）、2回1/3を2失点で敗戦投手
- 初奪三振：同上、2回表に阿部慎之助から空振り三振
- 初勝利・初先発勝利：2011年8月5日、対千葉ロッテマリーンズ12回戦（QVCマリンフィールド）、6回2/3を無失点
- 初登板で対戦した第一打者に被本塁打：上記の「初登板」の項を参照、1回表無死に亀井義行に中越先頭打者本塁打　※史上61人目（パ・リーグ35人目）

### 背番号
- 62（2010年）
- 50（2011年 - 2013年）
- 45（2015年）